# Kanton Jühnde
Der Kanton Jühnde bestand von 1807 bis 1813 im Distrikt Göttingen (Departement der Leine, Königreich Westphalen) und wurde durch das Königliche Decret vom 24. Dezember 1807 gebildet. Der Kanton war von den Umstruktierungen des Distrikts zur endgültigen Festsetzung des Zustands der Gemeinden im Departement der Leine vom 16. Juni 1809 betroffen. Wormsen wurde nicht mehr erwähnt, die Dörfer Varmissen und Sieboldshausen kamen hinzu und eine Neuorganisation der Gemeinden erfolgte in der unten stehenden Form.

## Gemeinden
- Jühnde
- Meensen und Weiler Brackenberg
- Barliessen mit Hegershof, Meiereien Oehrshausen und Heißenthal
- Mollenfelde, Klein Wiershausen und Meierei Mariengarten
- Dramfelde
- Dahlenrode und Atzenhausen
- Weiler Bördel und bis 1809 Wormsen
- Settmarshausen und Volkerode

ab 1809
- Jühnde, Oehrshausen und Hegershof
- Barliessen und Atzenhausen
- Meensen und Domäne Brackenberg
- Dahlenrode, Mollenfelde, Meierhof Wetenborn
- Dramfelde und Domäne Mariengarten
- Volkerode und Sieboldshausen (neu)
- Settmarshausen, Klein Wiershausen, Heißenthal mit Gut Ohlenhausen
- Bördel und Varmissen (neu) mit einer Schenke